# 17. duben
17. duben je 107. den roku podle gregoriánského kalendáře (108. v přestupném roce). Do konce roku zbývá 258 dní. Svátek má Rudolf.

## Události

### Česko
- 1943 – Bombardéry RAF se pokusily o nálet na Škodovy závody v Plzni, ale pro chybu masivně bombardovaly Dobřany a okolní vsi.
- 1945
  - Při náletu na letiště v Plané byli sestřeleni dva američtí letci – Raymond F. Reuter, který se zřítil u Boršova nad Vltavou a byl na místě mrtev, a  William R. Predy, který se zřítil u Záluží a zemřel později v nemocnici.
  - Bombardéry RAF nad ránem masivně zaútočily na železniční uzel v Plzni. Zničení seřaďovacího a hlavního nádraží doprovázely zásahy blízkých obytných čtvrtí. Při náletu zemřely nebo byly zraněny stovky lidí.
  - Po čtyřdenních bojích vojsk 2. ukrajinského frontu s německou 8. armádou byla osvobozena Břeclav.
  - V Nemochovicích, bývalé základně partyzánské brigády Jana Žižky, zlikvidovali Němci ve spolupráci s Vlasovci Partyzánský oddíl Olga. Nikdo z mučených nic neprozradil.
  - Dopoledne bylo na Oslavany svrženo asi 70 bomb, jež zabily 6 občanů a způsobily škody na budovách.
  - Vyšlo poslední číslo Lidových novin a v květnu 1945 ministr vnitra Václav Nosek zastavil vydávání Lidových novin úředně.
- 1947 – Premiér Zdeněk Fierlinger na schůzi vlády informoval československou vládu o jednáních se Sověty, týkajících se dohody z 31. března 1945 o vyrovnání výdajů na udržování jednotek Rudé armády po dobu války a o způsobu použití válečné kořisti na čs. území.
- 1964 – Premiéra druhého filmu Miloše Formana Černý Petr
- 1966 – Poprvé se konal nejznámější organizovaný turistický a dálkový pochod v Česku Pochod Praha–Prčice. Trasa z Prahy měřila 65 km
- 1969
  - Z funkce generálního tajemníka ÚV KSČ byl sesazen Alexander Dubček, jehož nahradil Gustáv Husák.
  - 3. premiéra Divadla Járy Cimrmana autorů Zdeňka Svěráka a Ladislava Smoljaka Hospoda Na mýtince v Malostranské besedě v Praze, které se zúčastnil i Václav Havel. Hra se hrála neuvěřitelných 35 let a v roce 2004 dosáhla 1000 repríz.
- 1990 – ustavena Biskupská konference Československa, jejímž prvním předsedou se stal kardinál Tomášek.

### Svět
- 1362 – Po měsíčním obléhání padl hrad v litevském Kaunasu do rukou teutonských rytířů, kteří ho zbořili a město vypálili.
- 1397 – Geoffrey Chaucer poprvé vyprávěl Canterburské povídky na dvoře Richarda II.
- 1421 – Hráze v holandském Dort Holland se protrhly a zahynulo přes 100 000 lidí.
- 1492 – Kryštof Kolumbus uzavřel kontrakt s Katolickými Veličenstvami, aragonským králem Ferdinandem II. a jeho manželkou, kastilskou královnou Isabelou, kde ho pověřili nalezením cesty do Indie západním směrem.
- 1524 – Florentský mořeplavec Giovanni da Verrazzano s lodí La Douhpine veplul do zátoky dnešního New Yorku.
- 1534 – Sir Thomas More byl uvězněn v londýnském Toweru, když odmítl složit přísahu podle zákona o následnictví.
- 1640 – Švéd Reorus Torkillus přistál ve Fort Christie ve Delaware a stal se prvním luteránským pastorem, který připlul do Severní Ameriky šířit luteránskou víru.
- 1704 – V Bostonu začaly vycházet první pravidelné úspěšné noviny, vydávané Johnem Campbellem.
- 1797 – Britský generál Sir Ralph Abercromby zaútočil na San Juan na ostrově Portoriko, což byla jedna z největších invazí na španělské teritoria v Americe.
- 1797 – Občané Verony začali neúspěšné osmidenní povstání proti francouzským okupačním silám.
- 1861 – Konvence o odtržení státu Virginie hlasuje pro odtržení od Spojených států, později se stane osmým státem, který se připojí ke Konfederačním státům americkým.
- 1863 – Americká občanská válka: Griersonův nájezd začíná: Vojska pod plukovníkem armády Unie Benjaminem Griersonem útočí na centrální Mississippi.
- 1864 – Americká občanská válka: Začíná bitva o Plymouth: Konfederační síly zaútočí na Plymouth v Severní Karolíně.
- 1869 – Morelos byl přijat jako 27. stát Mexika.
- 1876 – Záchrana Catalpy: Záchrana šesti fenianských vězňů z věznice Fremantle v západní Austrálii.
- 1895 – Byla podepsána smlouva Shimonoseki mezi Čínou a Japonskem. To znamená konec první čínsko-japonské války a poražená říše Čching byla nucena se vzdát svých nároků na Koreu a postoupit jižní část provincie Fengtien, Tchaj-wan a ostrovy Pescadores Japonsku.
- 1905 – Nejvyšší soud Spojených států rozhodl ve věci Lochner v. New York tak, že „právo na svobodnou smlouvu“ je implicitně obsaženo v doložce o řádném procesu čtrnáctého dodatku k ústavě Spojených států.
- 1906 – Italský tenorista Enrico Caruso zpíval Dona Jose v Carmen před vyprodanou operou v San Francisku.
- 1907 – Imigrační centrum Ellis Island zpracovalo 11 747 lidí, tj. více než kterýkoli jiný den.
- 1912 – Ruské jednotky zahájily palbu na stávkující dělníky ze zlatého pole na severovýchodě Sibiře a zabily nejméně 150.
- 1933 – Fyzik a nositel Nobelovy ceny James Franck rezignoval na profesuru na univerzitě v Göttingenu na protest proti zákonu o obnovení státní služby v Německu
- 1941 – Druhá světová válka: Invaze do Jugoslávie byla dokončena, když podepsala příměří s Německem a Itálií.
- 1942 – Francouzský válečný zajatec generál Henri Giraud utekl ze svého zámeckého vězení v pevnosti Königstein.
- 1944 – Komunisty ovládaná Řecká lidová osvobozenecká armáda zaútočila na menší odbojovou skupinu národního a sociálního osvobození, která se vzdala. Její vůdce Dimitrios Psarros byl zavražděn.
- 1945 – Druhá světová válka: Montese, Itálie, byla osvobozena od nacistických sil.
- 1945 – Historik Tran Trong Kim byl jmenován předsedou vlády Vietnamské říše.
- 1945 – Po druhé světové válce vznikla nejdéle fungující Rakouská lidová strana.
- 1946 – Poslední francouzští vojáci byli staženi ze Sýrie.
- 1949 – Byla založena ekumenická Komunita Taizé.
- 1961 – Operace v Zátoce sviní: CIA se neúspěšně pokusila svrhnout režim Fidela Castra tím, že vyslala tým kubánských přistěhovalců do oblasti Zátoky sviní na Kubě.
- 1964 – V Anglii vyšlo první album The Rolling Stones, The Rolling Stones.
- 1969 – Věk, ve kterém je osoba oprávněna volit, se ve Velké Británii snížil z 21 na 18 let.
- 1969 – Sirhan Sirhan byl usvědčen z atentátu na Roberta F. Kennedyho.
- 1970 – Sir Paul McCartney vydal své první sólové album McCartney.
- 1975 – Rudí Khmerové vedení Pol Potem obsadili Phnompenh a nastolili v Kambodži komunistickou diktaturu, při níž bylo zabito asi 1,5 milionu lidí.
- 1989 – Po sedmiletém zákazu byl v Polsku legalizován odborový svaz Solidarita.
- 1993 – Čečenský prezident Džochar Dudajev rozpustil parlament a zavedl v republice prezidentskou vládu.
- 1999 – NATO požádalo Bulharsko o neomezený přístup do svého vzdušného prostoru během operace Allied Force proti Jugoslávii

### Hospodářství a ekologie
- 360 před naším letopočtem – Historické zatmění Měsíce 16./17. duben je zdokumentován v několika babylonských klínových písmech. Je to důležité pro datování panovníků v Persii a Egyptě.
- 1784 – Německo-britský astronom Wilhelm Herschel objevil několik galaxií v souhvězdí Panny: NGC 4216, NGC 4267, NGC 4387, NGC 4388, NGC 4775 a NGC 4981.
- 1789 – Wilhelm Herschel nachází galaxie NGC 3448 a NGC 5585 v souhvězdí Velké medvědice.
- 1912 – Hybridní zatmění Slunce pokrývá východní Ameriku, severozápadní Afriku, Evropu a Střední východ. V Porúří je to téměř úplné s pokrytím sluncem 99,9 %.
- 1934 – De Havilland DH.89 Dragon Rapide, dvoumotorové dvouplošné dopravní letadlo, uskutečnilo svůj první let.
- 1964 – Jerrie Mock absolvuje první samostatný let ženy kolem světa na své Cessně 180. Po 29 dnech, 11 hodinách a 59 minutách přistává zpět na svém místě odletu v Columbusu ve státě Ohio.
- 1964 – Na světové výstavě v New Yorku představila automobilka Ford model Ford Mustang. S vozem, který technicky vychází z Fordu Falcon, vzniká třída „pony cars“.
- 1970 – Apollo 13 na palubě USS Iwo Jima. Po velkolepé čtyřdenní záchranné operaci se astronauti z neúspěšné mise Apollo 13 Jim Lovell, Jack Swigert a Fred Haise vracejí na Zemi. Po šplouchání dolů v Pacifiku jsou bezpečně nalodění na USS Iwo Jima (LPH-2).
- 1978 – Ali Maow Maalin, kuchař nemocnice v somálském městě Merca, se stal posledním známým případem neštovic na světě – v důsledku rozsáhlé akce SZO byly pravé neštovice celosvětově vymýceny.
- 1995 – 22 osob zemřelo na následky výbuchu plynu v bytovém domě na ul. Polské armády v Gdaňsku.
- 2002 – Němečtí a dánští limnologové objevili v Namibii nový řád hmyzu a nazvali ho Mantophasmatodea.
- 2007 – Byla vydána nová verze komunikačního programu ICQ pod názvem ICQ 6.
- 2010 – Ve Varšavě se konaly rozloučení s oběťmi leteckého neštěstí ve Smolensku.

## Narození

### Česko

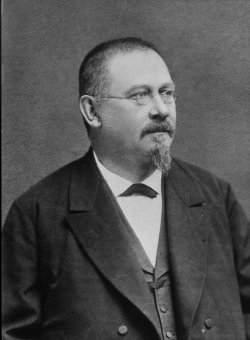
Vojta Náprstek (* 1826)

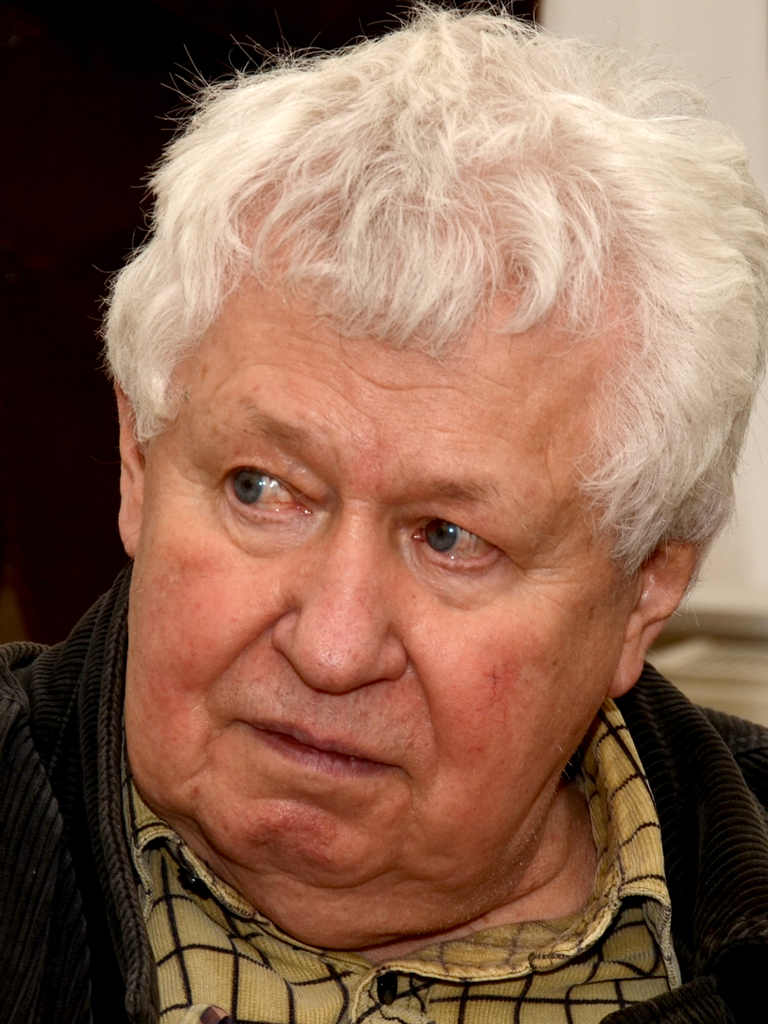
Jiří Šalamoun (* 1935)

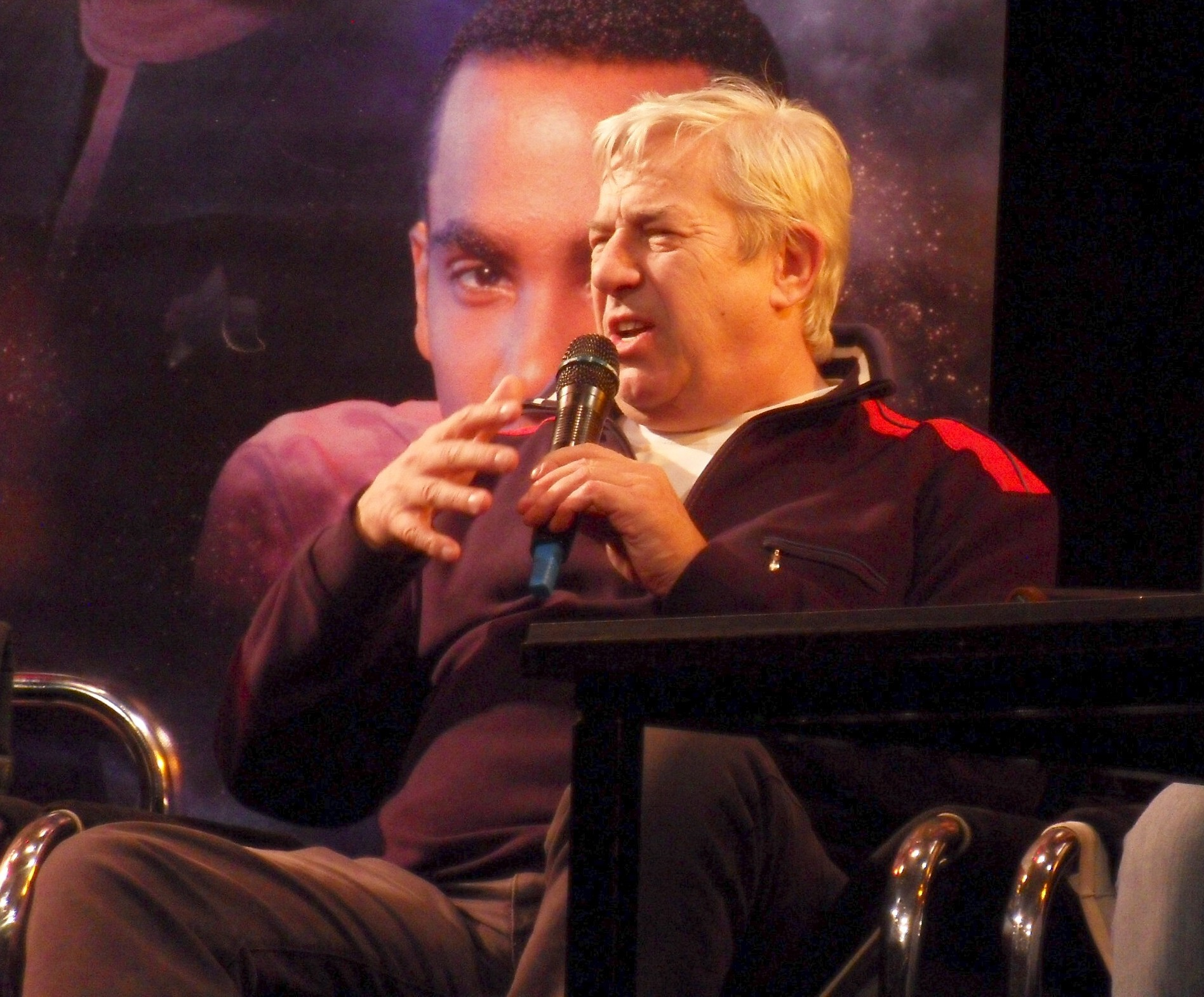
Zdeněk Maryška (* 1948)

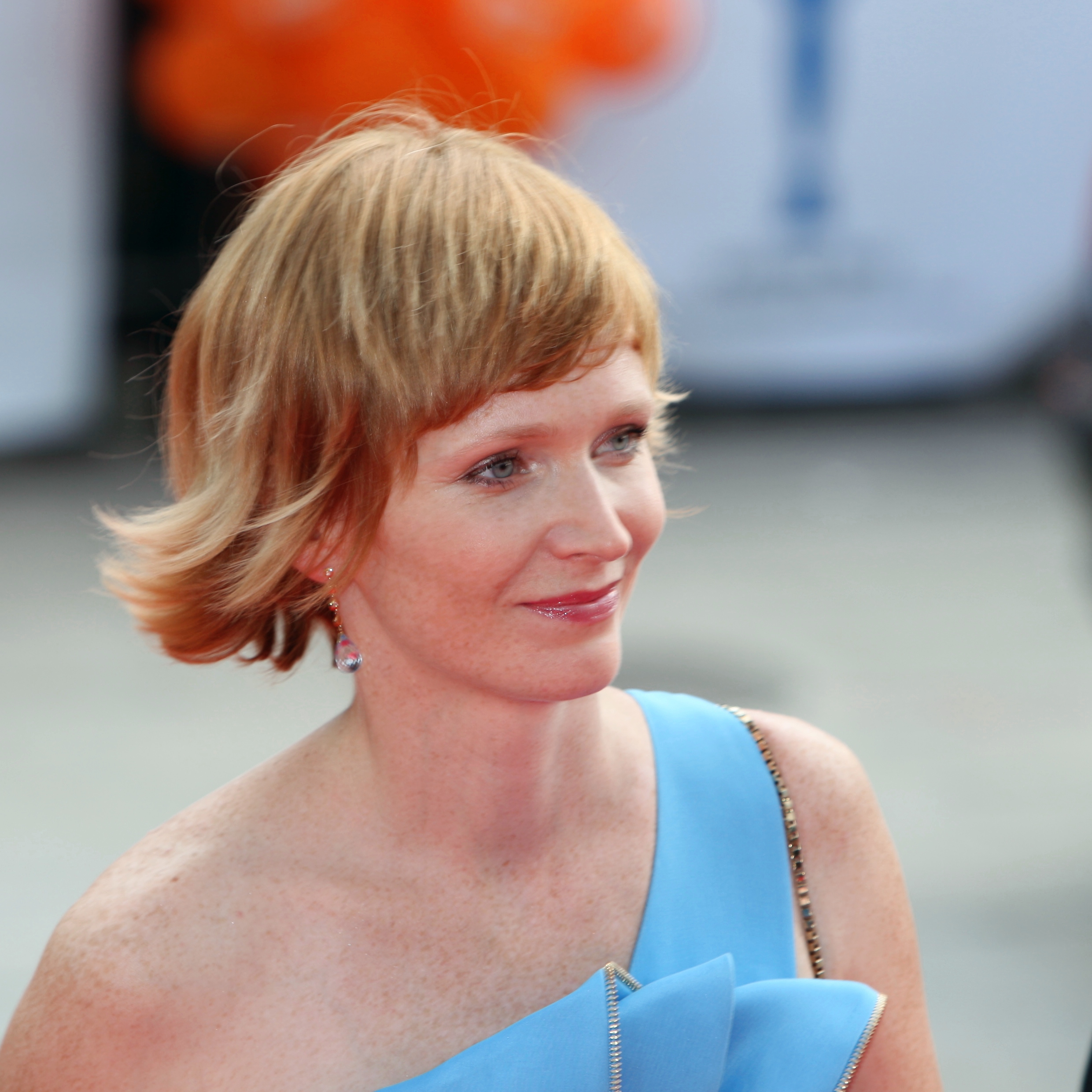
Anna Geislerová (* 1976)

- 1744 – Jan Václav Prchal, pozdně barokní sochař († 16. října 1811)
- 1746 – Ludvík Kohl, malíř a řezbář († 18. června 1821)
- 1772 – Vojtěch Nejedlý, kněz a vlastenecký básník († 7. prosince 1844)
- 1774 – Václav Jan Křtitel Tomášek, hudební skladatel († 3. dubna 1850)
- 1802 – Vincenc Morstadt, malíř a kreslíř († 19. února 1875)
- 1807 – Josef Vojtěch Hellich, malíř a archeolog († 22. ledna 1880)
- 1817 – František Pravda, katolický kněz, povídkář a básník († 8. prosince 1904)
- 1826 – Vojta Náprstek, vlastenec a etnograf († 2. září 1894)
- 1837 – Václav Munzar, poslanec Českého zemského sněmu, starosta Lázní Bělohrad († 7. dubna 1890)
- 1847 – Jan Pištěk, herec a operní pěvec († 5. dubna 1907)
- 1874 – Václav Vondřich, cyklistický, motocyklistický a automobilový závodník († 12. srpna 1943)
- 1877 – Robert Hütter, československý politik německé národnosti († 7. ledna 1940)
- 1880 – Rudolf Mlčoch, podnikatel, novinář a politik († 8. dubna 1948)
- 1881 – Oldřich Liska, architekt, urbanista a výtvarný návrhář († 8. prosince 1959)
- 1893 – Emanuel Moravec, protektorátní ministr školství a lidové osvěty, legionář a publicista († 5. května 1945)
- 1894 – Josef Rovenský, filmový režisér († 5. listopadu 1937)
- 1901 – Jan Alfréd Holman, filmový režisér, producent a scenárista († 20. dubna 1980)
- 1905 – Walter Seidl, slezský, německy píšící spisovatel († 29. srpna 1937)
- 1911 – Josef Kuhn, varhaník a hudební skladatel († 30. ledna 1984)
- 1913 – Ludvík Dupal, československý fotbalista a francouzský fotbalový trenér
- 1917 – Jarmila Hassan Abdel Wahab, mezzosopranistka († 24. dubna 1996)
- 1920
  - Jiří Štokman, voják a příslušník výsadku Clay († 17. června 1981)
  - František Dvořák, historik umění
- 1922 – Vladimír Scheufler, etnograf a hudební skladatel († 9. září 1995)
- 1923
  - Jiří Mrázek, geofyzik, popularizátor přírodních věd a kosmonautiky, šachista a náboženský spisovatel († 14. listopadu 1978)
  - Jiří Waldhans, dirigent a hudební pedagog († 28. března 1995)
- 1924
  - Bohumil Černík, bylinkář, politický vězeň a kronikář Vysočiny
  - Vladimír Paul, soudce Ústavního soudu († 3. dubna 2002)
- 1925 – Miloš Nesvadba, herec a výtvarník († 22. července 2020)
- 1929 – Rudolf Chorý, sochař († 10. října 2007)
- 1930 – Karel Fortýn, lékař, autor metody devitalizace rakovinných nádorů († 4. ledna 2001)
- 1932
  - Libuše Váchalová, klavíristka, harfistka a hudební pedagožka
  - Jiří Strejc, hudební skladatel, varhaník, pedagog, sbormistr, dirigent († 8. prosince 2010)
- 1935 – Jiří Šalamoun, výtvarník († 31. března 2022)
- 1940 – Jaroslava Tvrzníková, herečka, režisérka, novinářka
- 1942 – Dalibor Motejlek, závodník ve skoku na lyžích
- 1943
  - Jan Grimm, malíř († 3. září 2012)
  - Pavel Augusta, geolog, geofyzik a publicista
- 1944 – Petr Matásek, divadelník a scénograf († 25. července 2017)
- 1945 – Pavel Stratil, fotbalista
- 1946 – René Přibil, divadelní a filmový herec i režisér
- 1947 – Zdeněk Maryška, filmový a divadelní herec a dabér
- 1948
  - Jan Hammer, americký hudební skladatel a polyinstrumentalista českého původu
  - Marie Benešová, právnička a politička († 11. listopadu 2024)
- 1952 – Vladimíra Sedláková, malířka a grafička
- 1953 – Richard Mandelík, politik, jeden z iniciátorů vzniku sítě kampeliček
- 1954
  - Jitka Seitlová, politička, geoložka a specialistka na ochranu životního prostředí
  - František Chvalovský, fotbalový funkcionář a podnikatel
- 1970 – Petr Borkovec, básník a překladatel
- 1972 – Pavla Charvátová, moderátorka
- 1976
  - Anna Geislerová, herečka
  - Michal Hašek, politik
- 1977 – Michal Jagelka, herec, moderátor a dabér
- 1984 – Martin Knakal, fotbalista
- 1986 – Iveta Šístková, reprezentantka v orientačním běhu
- 1990 – Lukáš Mareček, fotbalista

### Svět

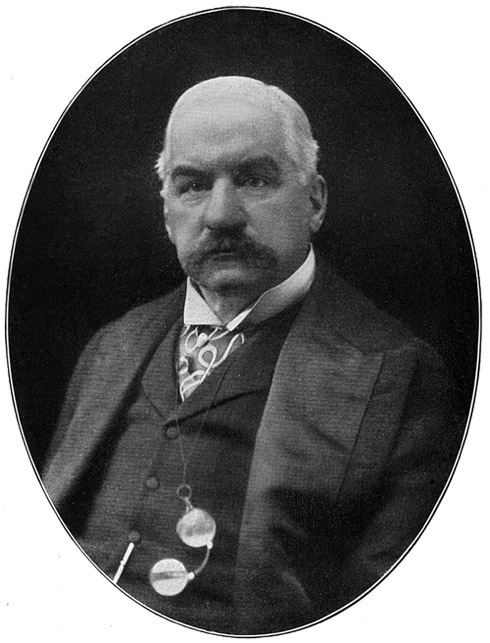
John Pierpont Morgan (* 1837)

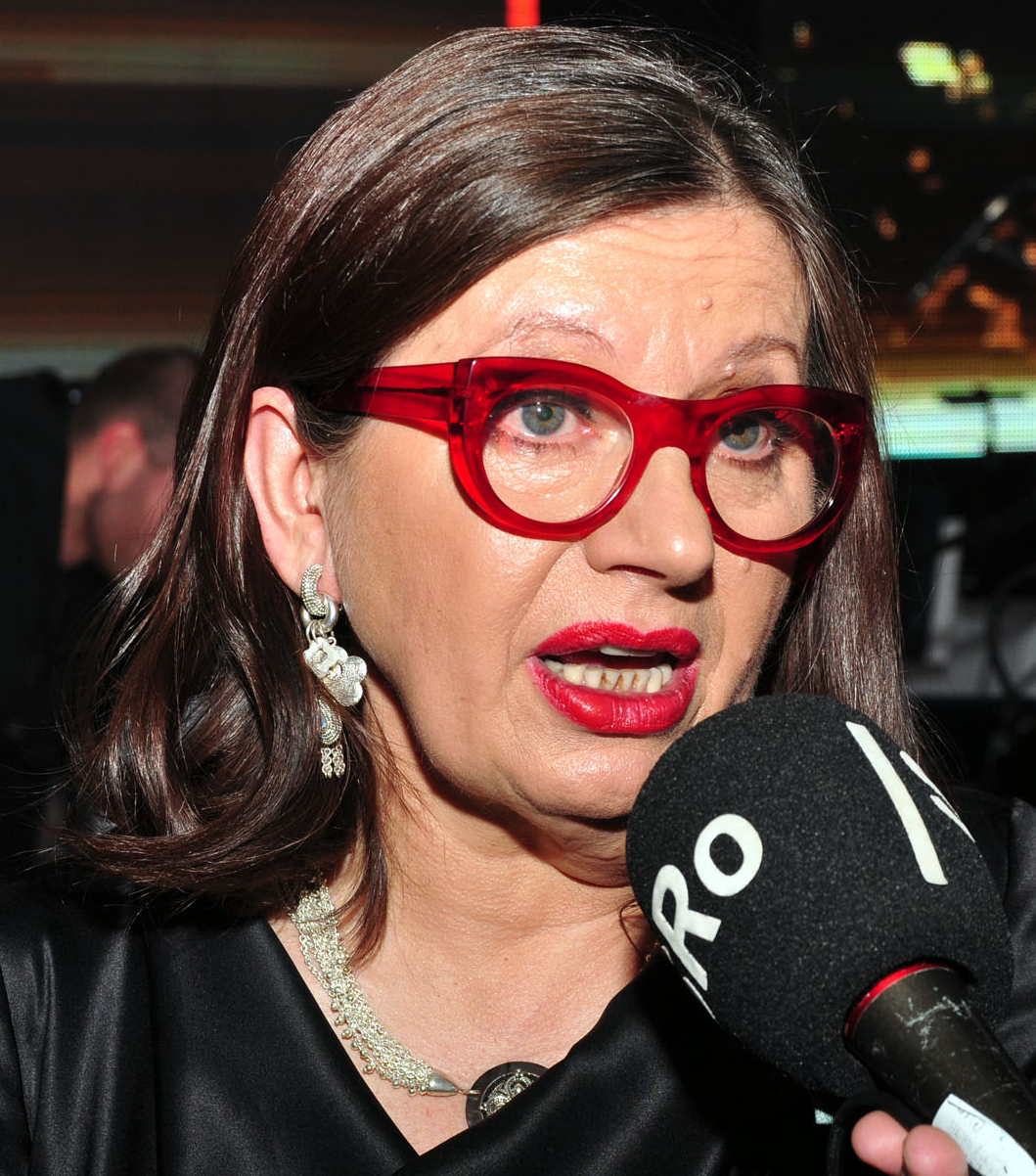
Zuzana Kronerová (* 1952)

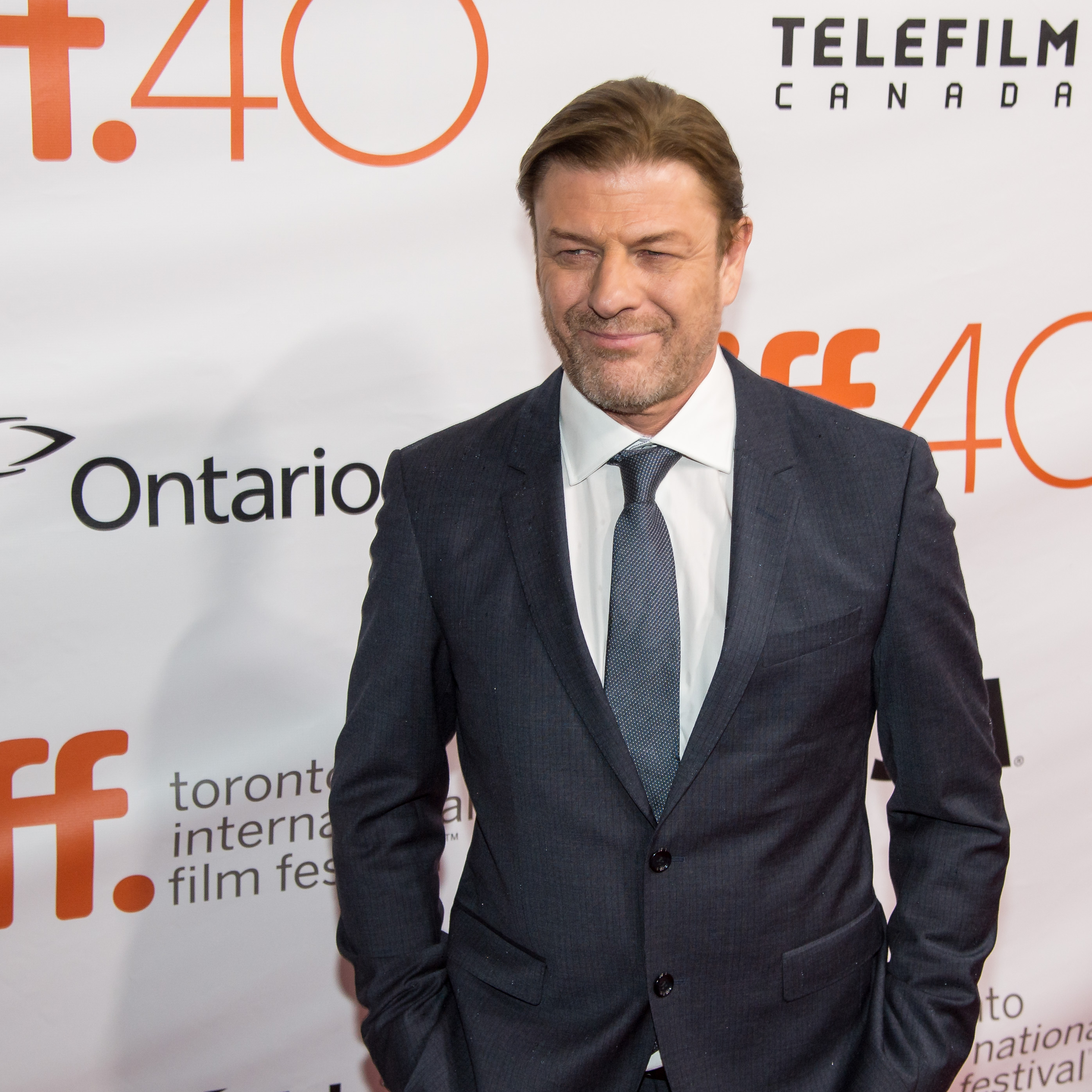
Sean Bean (* 1959)

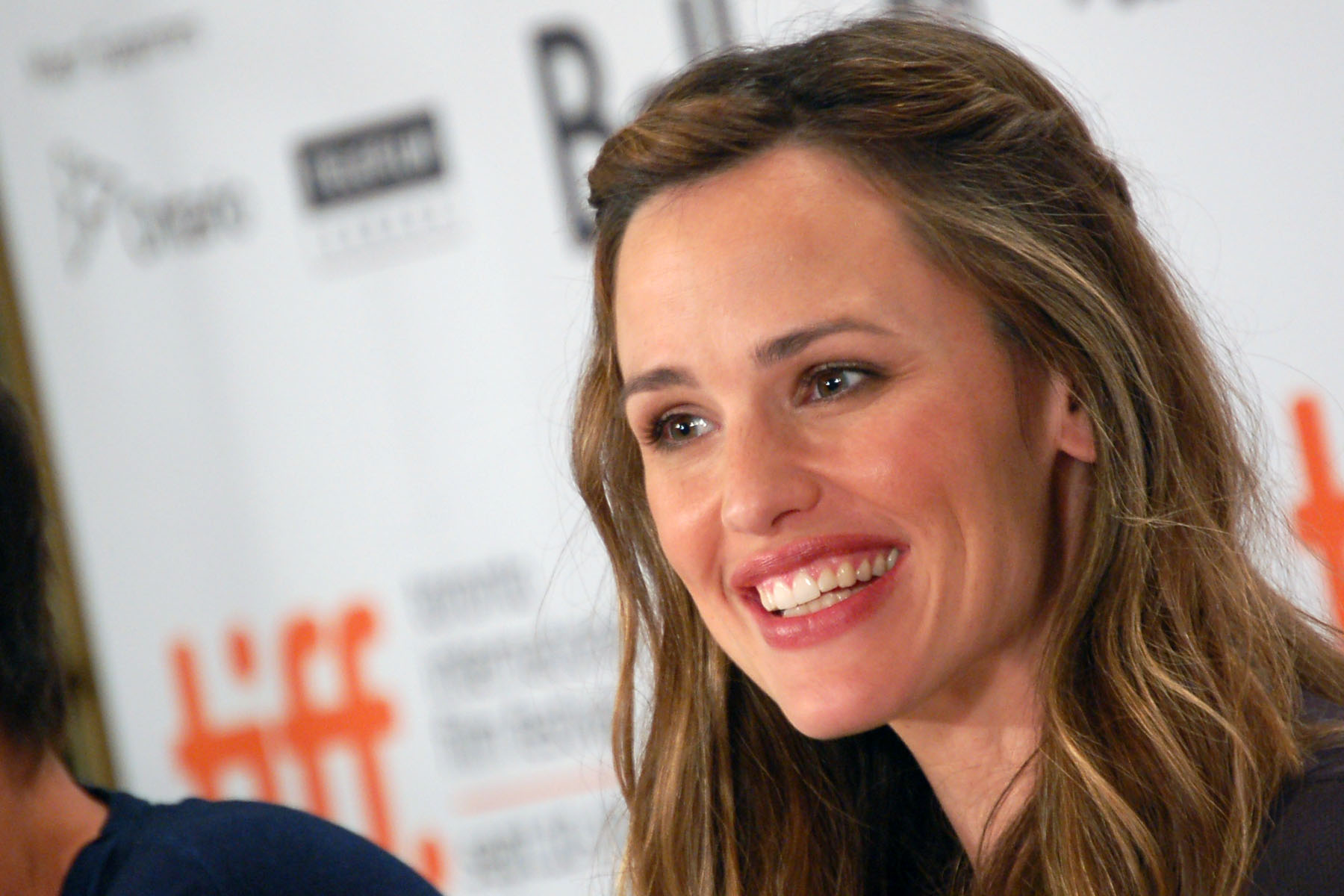
Jennifer Garnerová (* 1972)

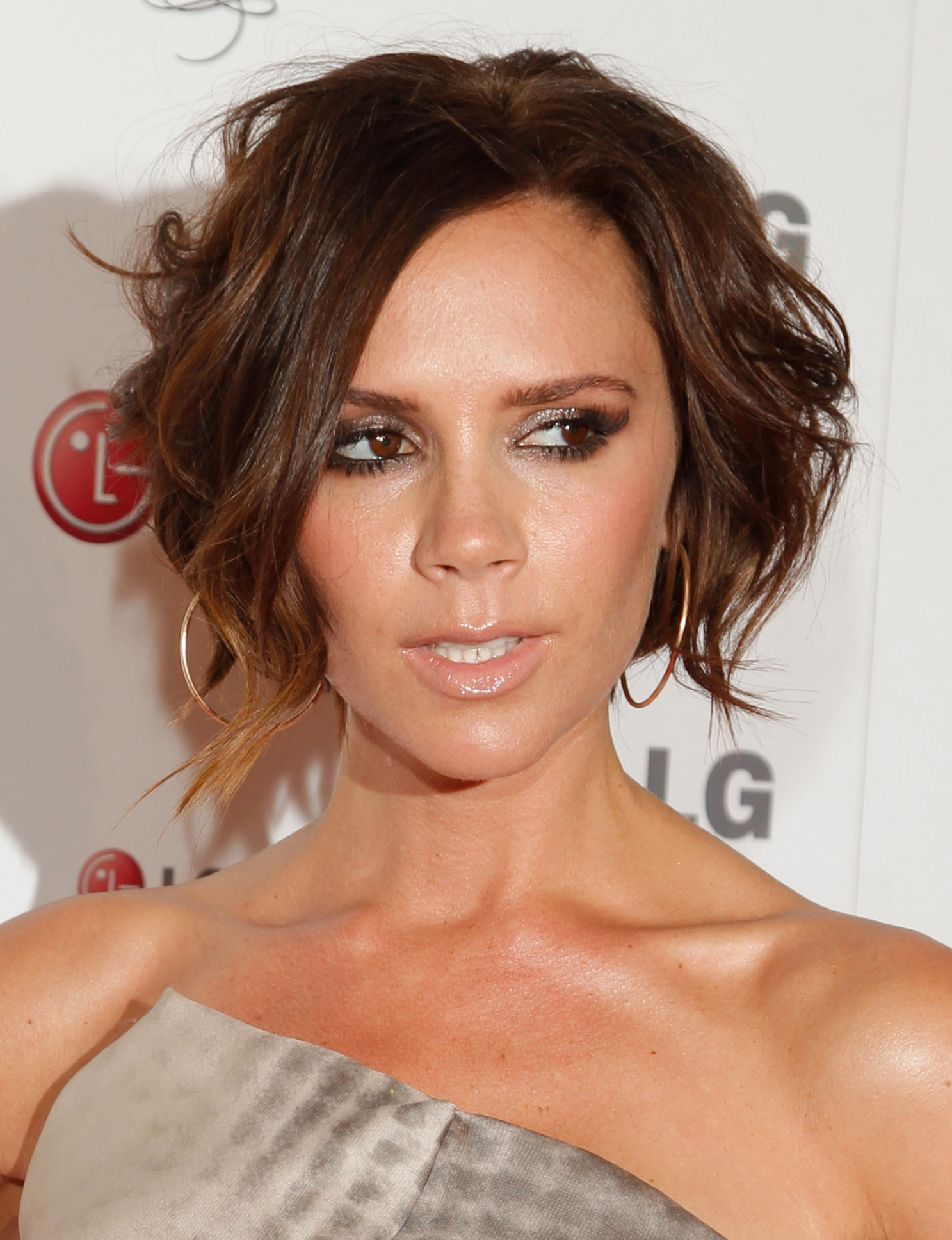
Victoria Beckham (* 1974)

- 1277 – Michael IX. Palaiologos, spoluvládce byzantského císaře Andronika II. († 12. října 1320)
- 1447 – Baptista Spagnoli, italský karmelitán, humanista a básník († 20. března 1516)
- 1497 – Pedro de Valdivia, španělský conquistador, první guvernér Chile († 25. prosince 1553)
- 1573 – Maxmilián I. Bavorský, vévoda bavorský, od r. 1623 kurfiřt bavorský a falcký († 27. září 1651)
- 1598 – Giovanni Battista Riccioli, italský astronom († 25. června 1671)
- 1662 – Erdmunda Tereza z Ditrichštejna, moravsko-rakouská šlechtična a kněžna z Lichtenštejna († 15. března 1737)
- 1718 – Adam František Kollár, slovenský spisovatel († 13. června 1783)
- 1748 – Leopold Leonhard Raymund Thun-Hohenstein, šlechtic a duchovní, pasovský biskup († 22. října 1826)
- 1786 – Charles de la Bédoyére, francouzský generál († 19. srpna 1815)
- 1814 – August Grisebach, německý botanik († 9. května 1879)
- 1810 – Georg von Mitis, ministr spravedlnosti Předlitavska († 25. července 1889)
- 1817 – Rudolf Eitelberger, rakouský historik výtvarného umění († 18. dubna 1885)
- 1837 – John Pierpont Morgan, americký bankéř († 31. března 1913)
- 1843 – Camillo Sitte, rakouský architekt a malíř († 16. listopadu 1903)
- 1859 – Arsen Karađorđević, srbský a jugoslávský princ († 19. října 1938)
- 1865 – Urszula Ledóchowska, polská šlechtična, řeholnice, učitelka a vychovatelka († 29. května 1939)
- 1866 – Ernest Starling, britský fyziolog († 2. května 1927)
- 1870 – Max Berg, německý architekt se stavbami v Polsku († 22. ledna 1947)
- 1879 – Mirko Dmitrij Petrović-Njegoš, černohorský princ († 2. března 1918)
- 1880 – Leonard Woolley, britský archeolog († 20. února 1960)
- 1882 – Artur Schnabel, rakouský klavírista († 15. srpna 1951)
- 1885
  - Karen Blixen, dánská spisovatelka († 7. září 1962)
  - Vladimír Roy, slovenský básník a překladatel († 6. únor 1936)
- 1887 – Clodomiro Picado Twight, kostarický vědec a herpetolog († 16. května 1944)
- 1890
  - Art Acord, americký herec němého filmu a rodeový šampion († 4. ledna 1931)
  - Victoria Ocampová, argentinská spisovatelka († 27. ledna 1979)
- 1893 – Marguerite Broquedisová, francouzská tenistka, olympijská vítězka († 23. dubna 1983)
- 1897
  - Thornton Wilder, americký spisovatel a dramatik, trojnásobný nositel Pulitzerovy ceny († 7. prosince 1975)
  - Daniel Rapant, slovenský historik († 17. dubna 1988)
- 1899 – Bernhard Sprengel, německý podnikatel – výrobce čokolády a sběratel moderního umění († 22. ledna 1985)
- 1903
  - Elena Hroboňová, slovenská pedagožka a poslankyně († 12. září 1961)
  - Grigorij Pjatigorskij, ukrajinský violoncellista († 6. srpna 1976)
  - Morgan Taylor, americký olympijský vítěz, 400 metrů překážek, 1924 († 16. února 1975)
- 1905
  - Enzo Sereni, italský sionista a odbojář († 18. listopadu 1944)
  - Walter Seidl, německy píšící spisovatel, novinář a kritik, narozený v Opavě († 29. srpna 1937)
- 1906 – Rudolf Schündler, německý herec a režisér († 12. prosince 1988)
- 1909 – Alain Poher, francouzský politik, dvakrát dočasný prezident Francie a předseda senátu, předseda Evropského parlamentu († 9. prosince 1996)
- 1912 – Jakov Volček, sovětský spisovatel († listopad 1988)
- 1915 – Joe Foss, americký letec, guvernér Jižní Dakoty († 1. ledna 2003)
- 1916 – Sirimavo Bandaranaike, ministerská předsedkyně Srí Lanky († 10. října 2000)
- 1918 – William Holden, americký herec († 16. listopadu 1981)
- 1919 – Osvaldo Dorticós Torrado, prezident Kuby († 23. června 1983)
- 1921 – Štefan Boleslav Roman, předseda a zakladatel Světového kongresu Slováků († 23. března 1988)
- 1922 – Paul Smith, americký klavírista († 29. června 2013)
- 1923 – Lindsay Anderson, britský filmový režisér († 30. srpna 1994)
- 1927 – Ferenc Örsi, maďarský prozaik a dramatik († 13. srpna 1994)
- 1928 – Phanxicô Xaviê Nguyễn Văn Thuận, vietnamský kněz a kardinál († 16. září 2002)
- 1929 – James Last, německý hudební skladatel a dirigent († 10. června 2015)
- 1930 – Chris Barber, anglický pozounista († 2. března 2021)
- 1931 – David Axelrod, americký zpěvák, hudební producent, skladatel a aranžér
- 1934 – Don Kirshner, americký hudební vydavatel, producent a skladatel († 17. ledna 2011)
- 1936 – Hilde Schramm, německá pedagožka, socioložka, publicistka
- 1940 – Agostino Vallini, italský kardinál
- 1941 – Esmond Bradley Martin, americký aktivista bojující za zastavení obchodu se slonovinou († 4. února 2018)
- 1942 – David Bradley, anglický herec
- 1943 – Roy Estrada, americký baskytarista
- 1946 – Hannah Nydahl, dánská učitelka a překladatelka v linii Karma Kagjü tibetského buddhismu, manželka lámy Oleho Nydahla († 1. dubna 2007)
- 1948
  - John N. Gray, britský politický filosof a spisovatel
  - Pekka Vasala, finský olympijský vítěz v běhu na 1500 metrů z roku 1972
  - Rudolf Tajcnár, slovenský hokejista, československý reprezentant († 30. července 2005)
- 1951
  - Olivia Hussey, herečka anglo-argentinského původu
  - Börje Salming, švédský hokejista sámského původu
  - George Weigel, americký spisovatel a politický aktivista
- 1952
  - Zuzana Kronerová, slovenská herečka
  - Željko Ražnatović, srbský politik, podnikatel, velitel polovojenských gard a válečný zločinec († 15. ledna 2000)
- 1954
  - Riccardo Patrese, italský pilot formule 1
  - DeWayne McKnight, americký kytarista
  - Ján Kozák, československý fotbalista slovenského původu
  - Frankie LaRocka, americký bubeník a hudební producent († 12. května 2005)
- 1955 – Kristine Sutherland, americká herečka
- 1957 – Nick Hornby, britský spisovatel
- 1959 – Sean Bean, britský herec
- 1964
  - Maynard James Keenan, americký rockový zpěvák, člen skupin Tool a A Perfect Circle
  - Andrej Borisenko, ruský inženýr a kosmonaut
- 1967 – Henry Ian Cusick, herec skotsko-peruánského původu
- 1970 – Redman, vlastním jménem Reginald Noble, americký rapper a herec
- 1972 – Jennifer Garnerová, americká herečka
- 1974 – Victoria Beckham, anglická populární zpěvačka, členka slavné skupiny Spice Girls
- 1977 – Frederik Magle, dánský hudební skladatel současné klasické hudby, koncertní varhaník a klavírista
- 1978 – David Murdoch, skotský curler
- 1979 – Marija Šestak, slovinská trojskokanka
- 1985
  - Rooney Mara, americká herečka
  - Jo-Wilfried Tsonga, francouzský tenista
- 1986 – Romain Grosjean, francouzský pilot formule 1

## Úmrtí

### Česko

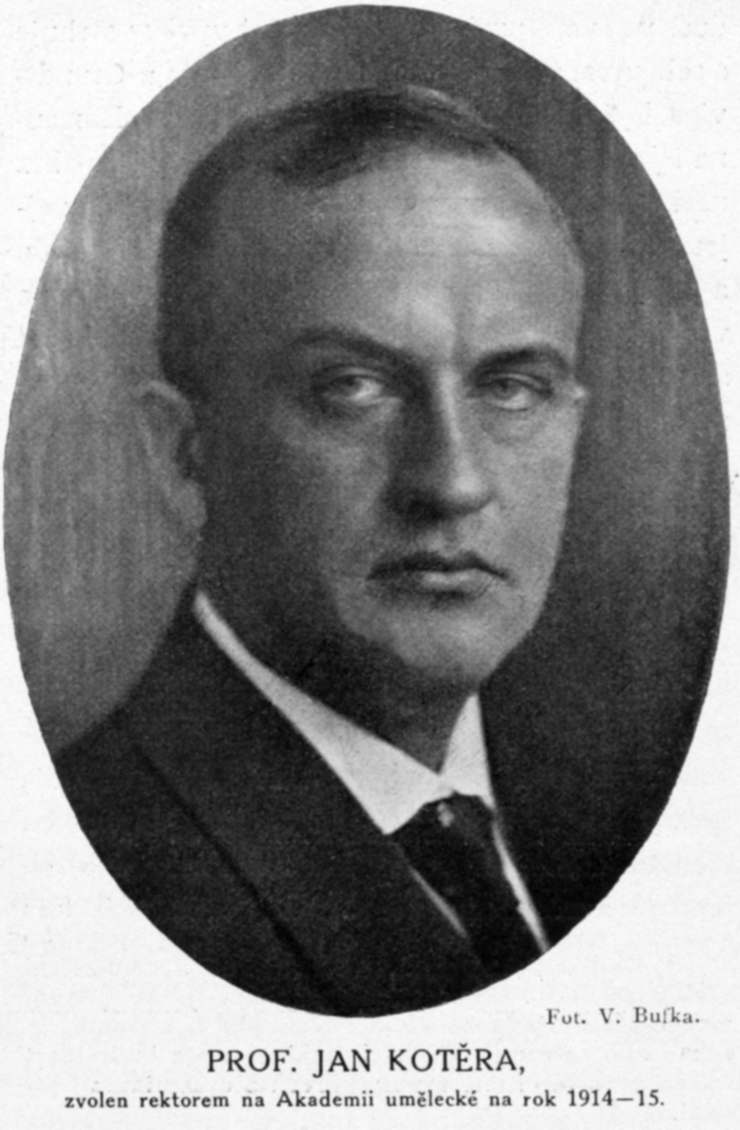
Jan Kotěra († 1923)

- 1771 – Jan Karel Leopold von Scherffenberg, olomoucký kanovník, prelát a biskup (* 6. února 1698)
- 1780 – Josef Jan Maxmilián Kinský, šlechtic a průmyslník (* 15. listopadu 1705)
- 1822 – Aleš Vincenc Pařízek, teolog a kanovník (* 11. listopadu 1748)
- 1913 – Karel M. Kmoch, kněz pečující o hluchoněmé (* 12. října 1839)
- 1918 – Konstantin Grünwald, starosta Moravské Ostravy (* 19. února 1831)
- 1923 – Jan Kotěra, architekt (* 18. prosince 1871)
- 1932 – Alfred Mahovsky, hudební skladatel (* 22. dubna 1907)
- 1935 – František Nosek, lidovecký politik (* 26. dubna 1886)
- 1936 – Adolf Červinka, český spisovatel (* 4. června 1875)
- 1939 – Josef Králíček, kanovník Katedrální kapituly u sv. Štěpána v Litoměřicích (* 13. ledna 1870)
- 1944 – Ludvík Herzl, český sochař, medailér a malíř (* 14. července 1877)
- 1945 – František Záviška, fyzik (* 18. listopadu 1879)
- 1983 – Jaroslav Císař, astronom a matematik (* 19. února 1894)
- 1999 – Vladimír Macura, spisovatel a literární kritik (* 7. listopadu 1945)
- 2004 – Jiří Císler, herec a režisér (* 4. února 1928)
- 2005 – Pavel Bergmann, historik (* 14. února 1930)
- 2006 – Rudolf Slánský ml., diplomat (* 6. února 1935)
- 2009 – Jaroslav Hrbek, historik (* 26. října 1951)
- 2010 – Jaroslav Matějka, spisovatel (* 9. září 1927)
- 2012 – Dagmar Hochová, fotografka (* 10. března 1926)
- 2015 – Jaroslav Holík, československý hokejový reprezentant (* 3. srpna 1942)

### Svět

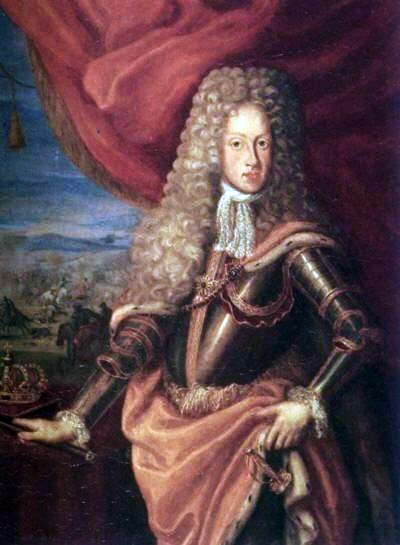
Josef I. Habsburský († 1711)

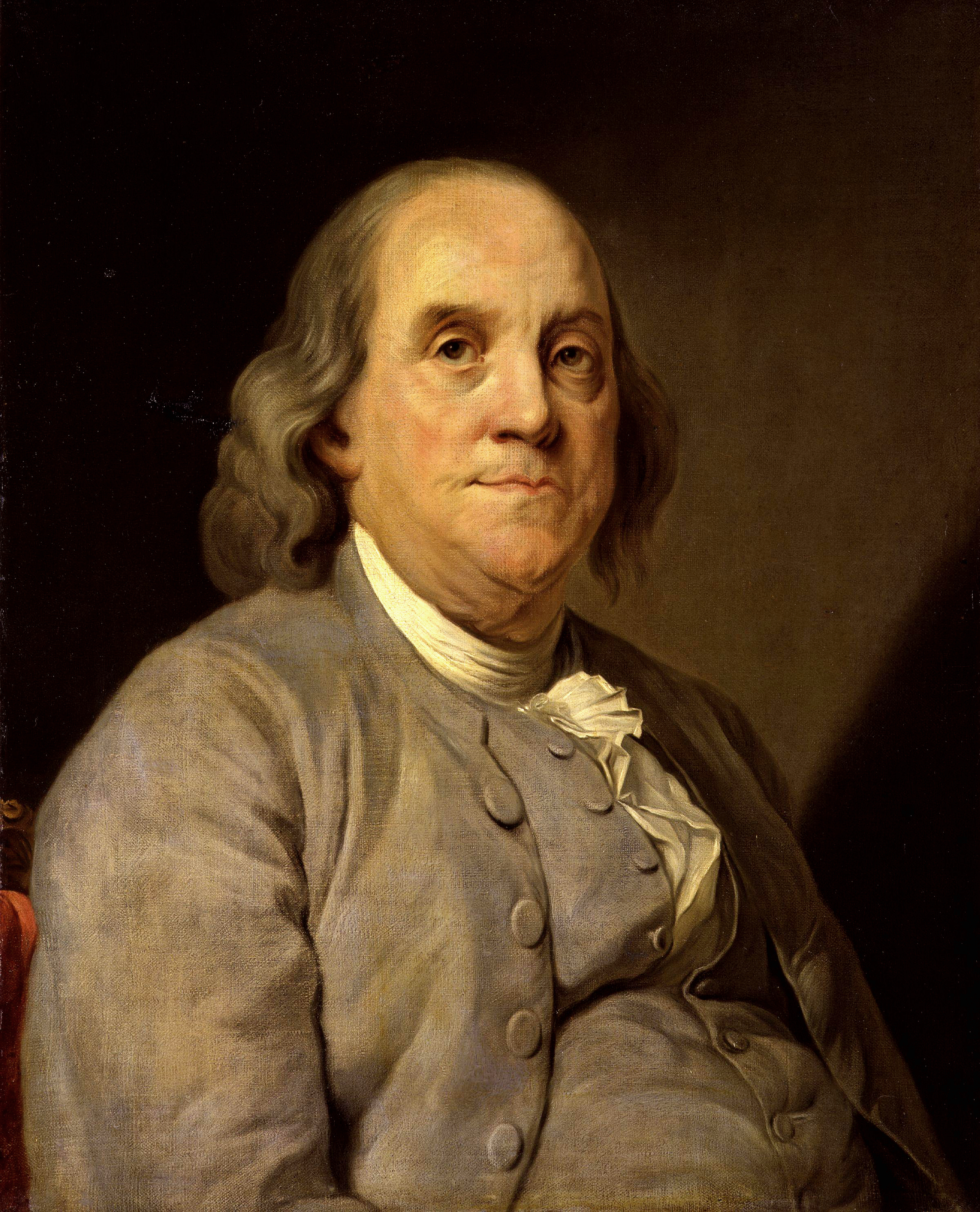
Benjamin Franklin († 1790)

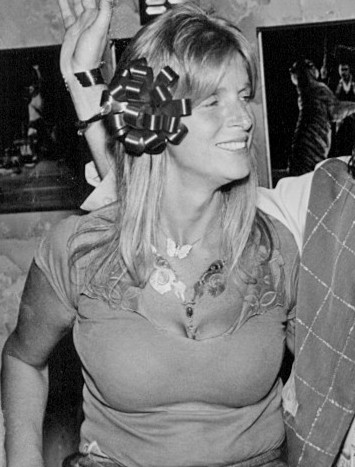
Linda McCartney († 1998)

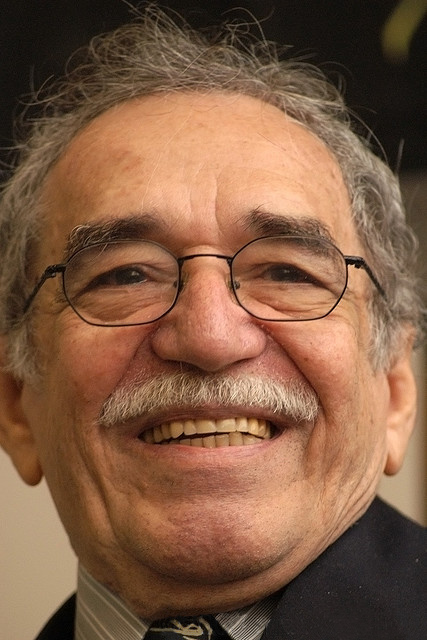
Gabriel García Márquez († 2014)

- 1080 – Harald III. Dánský, dánský král (* 1041)
- 1111 – sv. Robert z Molesme, jeden ze zakladatelů Cisterciáckého řádu (* okolo 1029)
- 1248 – Boleslav I. Mazovský, kníže mazovský (* okolo 1210)
- 1427 – Jan IV., brabantský vévoda (* 11. června 1403)
- 1558 – Roxolana, manželka tureckého sultána Sulejmana Nádherného (* 1506)
- 1630 – Kristián I. Anhaltsko-Bernburský, kníže anhaltský, diplomat (* 11. května 1568)
- 1669 – Antonio Bertali, italský hudební skladatel a houslista (* 1605)
- 1679 – Jan van Kessel starší, vlámský malíř (* 5. dubna 1626)
- 1680 – Kateri Tekakwitha, americká světice (* 1656)
- 1695 – Juana Inés de la Cruz, mexická řeholnice (* 12. listopadu 1648)
- 1696 – Marie de Sévigné, francouzská šlechtična, spisovatelka (* 5. února 1626)
- 1711 – Josef I., římský císař (* 26. července 1678)
- 1764 – Johann Mattheson, německý hudební skladatel a hudební spisovatel (* 28. září 1681)
- 1790 – Benjamin Franklin, americký politik (* 17. ledna 1706)
- 1822 – Dmitrij Grigorjevič Levickij, rusko-ukrajinský malíř (* květen 1735)
- 1831 – Dmitrij Nikolajevič Seňavin, ruský admirál (* 17. srpna 1763)
- 1869 – Antonio Bertoloni, italský botanik (* 8. února 1775)
- 1873 – Semen Hulak-Artemovskyj, ukrajinský zpěvák, hudební skladatel a herec (* 16. února 1813)
- 1876 – Reinhold Wilhelm Buchholz, německý herpetolog a karcinolog (* 2. října 1837)
- 1892 – Alexander Mackenzie, premiér Kanady (* 28. ledna 1822)
- 1899 – Alexander von Petrino, předlitavský politik (* 18. května 1824)
- 1919 – Ladislav Medňanský, slovensko-maďarský malíř (* 23. dubna 1852)
- 1923 – Marie Festeticsová, první dvorní dáma rakouské císařovny Sissi (* 20. října 1839)
- 1932
  - Patrick Geddes, skotský biolog, sociolog, filantrop a průkopník urbanismu (* 2. října 1854)
  - Julius Neubronner, německý lékárník a vynálezce (* 8. února 1852)
- 1936 – Imre Gábor Bekey, maďarský fotograf a speleolog (* 1872)
- 1940 – Kateřina Schrattová, herečka rakouského Burgtheatru (* 11. září 1853)
- 1942 – Jean Baptiste Perrin, francouzský fyzik (* 30. září 1870)
- 1945 – Hannie Schaftová, nizozemská komunistická odbojářka (* 16. září 1920)
- 1948 – John William Madden, skotský fotbalista (* 11. června 1865)
- 1949 – Marius Berliet, francouzský automobilový konstruktér (* 21. ledna 1866)
- 1960 – Eddie Cochran, americký hudebník (* 3. října 1938)
- 1966 – Hans Purrmann, německý malíř a grafik (* 10. dubna 1880)
- 1971 – Alfred Cheney Johnston, americký fotograf (* 8. dubna 1885)
- 1975 – Sarvepalli Rádhakrišnan, indický filosof, státník a překladatel (* 5. září 1888)
- 1976 – Henrik Dam, dánský biochemik a fyziolog (* 21. února 1895)
- 1977 – Richard Brauer, německý matematik žijící v USA (* 10. února 1901)
- 1983 – Felix Pappalardi, americký producent, skladatel, zpěvák a baskytarista (* 30. prosince 1939)
- 1986 – Marcel Dassault, francouzský letecký průmyslník, konstruktér a politik (* 22. ledna 1892)
- 1988
  - Toni Frissellová, americká fotografka (* 10. března 1907)
  - Daniel Rapant, slovenský historik (* 17. dubna 1897)
- 1991 – Jozef Lukačovič, slovenský politik (* 15. ledna 1902)
- 1993 – Turgut Özal, turecký prezident (* 13. října 1927)
- 1997 – Chajim Herzog, izraelský prezident (* 17. září 1918)
- 1998 – Linda McCartney, americká fotografka, manželka Paula McCartneyho (* 24. září 1941)
- 2003 – Peter Cathcart Wason, britský kognitivní psycholog a šachista (* 22. dubna 1924)
- 2006 – Peter Pospíšil, slovenský házenkář, olympijský medailista (* 24. dubna 1943)
- 2007
  - Abilio Jose Osório Soares, indonéský politik (* 2. června 1947)
  - Anežka Kristýna Rakouská, arcivévodkyně rakouská, uherská a česká (* 14. prosince 1928)
- 2008
  - Aimé Césaire, martinický básník (* 26. června 1913)
  - Danny Federici, americký hudebník (* 23. ledna 1950)
- 2014 – Gabriel García Márquez, kolumbijský spisovatel, Nobelova cena 1982 (* 6. března 1927)
- 2015 – Francis George, americký kardinál (* 16. ledna 1937)
- 2016 – Doris Robertsová, americká herečka (* 4. listopadu 1925)
- 2018 – Barbara Bushová, bývalá první dáma USA jako manželka George H. W. Bushe (* 8. června 1925)
- 2019
  - Alan García, peruánský prezident (* 23. května 1949)
  - Ja'akov Nechoštan, izraelský politik a poslanec Knesetu (* 22. dubna 1925)
- 2020 – Henry Grimes, americký jazzový kontrabasista a skladatel (* 3. listopadu 1935)

## Svátky

### Česko
- Rudolf, Rudolfa, Rudolfína
- Ralf, Randolf, Rolf
- Šťasta
- Socialistický kalendář – Den Sboru národní bezpečnosti

### Svět
- Slovensko: Rudolf

Mezinárodní
- OSN: Světový den hemofilie
- OSN: Den netopýrů

Národní
- Sýrie: Den nezávislosti (od 1946)
- Americká Samoa: Vlajkový den
- Barma: Nový rok
- Japonsko: Den dětské ochrany
- New York: Verrazano Day (1524)
- Boston: Den patriotů/maraton (je-li pondělí)
- Itálie: Den kávy espresso
- Kuba: Den vítězství nad kontrarevolucí
- Bosna a Hercegovina: Den nezávislosti (1992)
- Brazílie: Den rolnických bojů
- Gabon: Den žen
- USA: Den sýrových plesů
- Ukrajina: Den hasičů – profesní svátek (od roku 2013)
- Turkmenistán: Den migračních pracovníků.
- Irák: Den organizace pro výživu a zemědělství
- Kazachstán: Den hasičů

### Katolický kalendář
- Svatý Anicetus, 11. papež katolické církve († 167)
- Sv. Inocenc